# Neoplocaederus punctipennis
Neoplocaederus punctipennis là một loài bọ cánh cứng trong họ Cerambycidae.